# Xã Sand Ridge, Quận Jackson, Illinois
Xã Sand Ridge (tiếng Anh: Sand Ridge Township) là một xã thuộc quận Jackson, tiểu bang Illinois, Hoa Kỳ. Năm 2010, dân số của xã này là 816 người.